# Giuseppe Benaglio
Giuseppe Benaglio (Milano, 1668 – Milano, 1735) è stato un giurista, scrittore e storico italiano.

## Biografia
Nacque, probabilmente a Milano, nel 1668 da Francesco e da Margherita Caimi, discendente da una famiglia patrizia milanese di origini bergamasche. Dedicatosi agli studi giuridici, si avviò alla carriera nelle magistrature dello stato, distinguendosi entro gli uffici dell'amministrazione fiscale a Milano: nel 1689 divenne regio notaio della Camera straordinaria; nel 1711 raggiunse la carica di regio sindaco fiscale generale. Durante la sua vita si dedicò anche alla stesura di alcune opere di carattere erudito, di argomento storico e genealogico, collaborando con il genealogista e storico Giovanni Sitoni di Scozia; due delle sue opere furono pubblicate a stampa, le altre opere, sebbene rimaste manoscritte, ebbero comunque una vasta diffusione nei maggiori archivi e biblioteche lombarde.
Sposò Cecilia Ottolini (morta nel 1723), dalla quale ebbe il figlio Francesco, anch'egli impegnato come il padre nella carriera amministrativa e che morì a Como, mentre svolgeva le mansioni di pretore della città, nel 1717.
Morì a Milano nel 1735 (la data della morte non è certa) e fu tumulato nella chiesa di S. Calogero.

## Opere

### Pubblicazioni a stampa
- Relazione istorica del magistrato delle ducali entrate straordinarie nello stato di Milano, Milano, Marco Antonio Pandolfo Malatesta, 1711.
- Elenchus familiarum in Mediolani dominio feudis, jurisdictionibus, titulisque insignium, Mediolani, in curia regia typis Marci Antonii Pandulphi Malatestae, Kal. Aprilis 1714[2]

### Opere manoscritte
- Paraphrasis relationis historica de Magistratu extraordinario Mediolani
- La Gerarchia della città e Stato di Milano
- Teatro genealogico della nobiltà di Milano
- La verità smascherata, o sieno Osservazioni sopra la nobiltà di Milano[3]
- Genealogiae a Collegio J. PP. Mediolani excerptae connubiis, dignitatibus, officiis usque ad totum annum MDCCXIV per documenta et animadversiones dilucidatae (nove volumi)[4]